# Граф Ньюджент

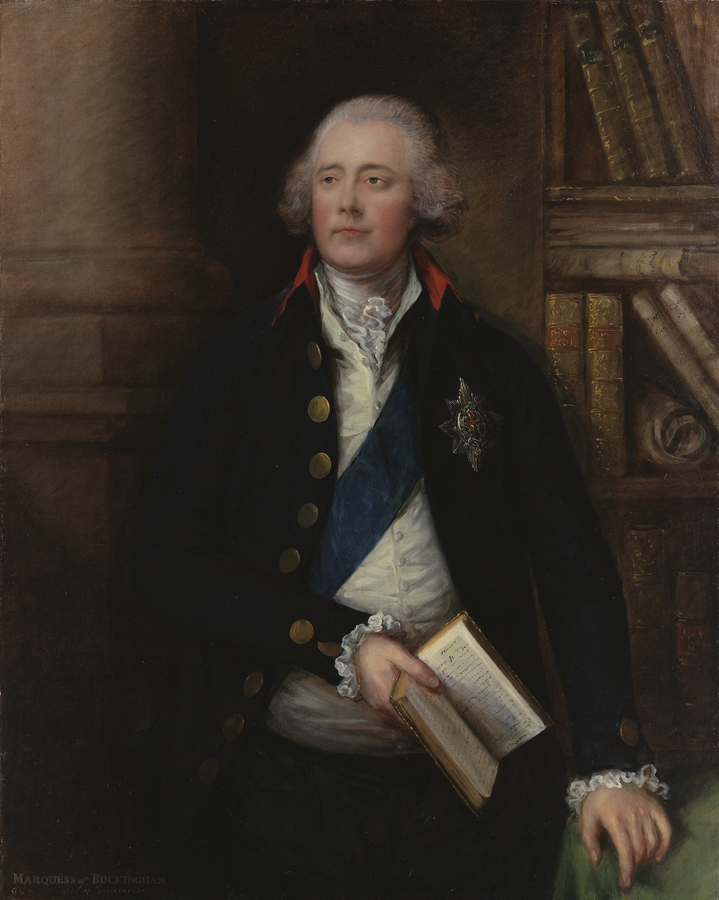
Джордж Ньюджент-Темпл-Гренвиль, 1-й маркиз Бекингем, 2-й граф Ньюджент

Граф Ньюджент (англ. Earl Nugent) — аристократический титул в системе Пэрства Ирландии. Он был создан 21 июля 1776 года для ирландского политика и поэта Роберта Краггса-Ньюджента, 1-го виконта Клэра (1702—1788). В случае отсутствия у него наследников мужского пола титул должен был унаследовать его зять Джордж Ньюджент-Темпл-Гренвилл (1753—1813) и его наследники мужского пола. Роберт Краггс-Ньюджент уже был удостоен титулов барона Ньюджента из Карланстауна в графстве Уэстмит и виконта Клэра в пэрстве Ирландии (19 января 1767 года). Он был женат три раза. Он первого брака у него был сын, подполковник Эдмунд Ньюджент (1731—1771), от третьего брака — две дочери: леди Мэри Элизабет Ньюджент (1758—1813) и леди Луиза Ньюджент (1758—1830).

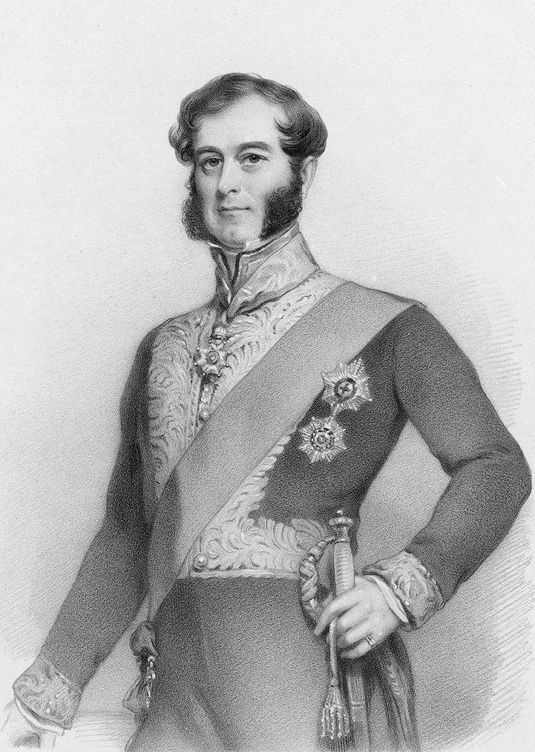
Ричард Плантагенет Темпл-Ньюджент-Бриджес-Чандос-Гренвиль, 2-й герцог Бекингем и Чандос, 4-й граф Ньюджент

13 октября 1788 года после смерти Роберта Краггса-Ньюджента титулы барона Ньюджента и виконта Клэра пресеклись, а титул графа Ньюджента унаследовал его зять Джордж Ньюджент-Темпл-Гренвиль, 1-й маркиз Бекингем (1753—1813). Титул графа Ньюджента оставался в его семье до смерти 26 марта 1889 года Ричарда Плантагенета Кэмпбелла Темпла-Ньюджента-Бриджеса-Чандоса-Гренвиля, 3-го герцога Бекингема и Чандоса, 5-го графа Ньюджента (1823—1889). Титул барона Ньюджента был возрожден в 1800 году для Мэри Элизабет Ньюджент (1758—1812), маркизы Бекингем, старшей дочери Роберта Краггса-Ньюджента.

## Графы Ньюджент (1776)

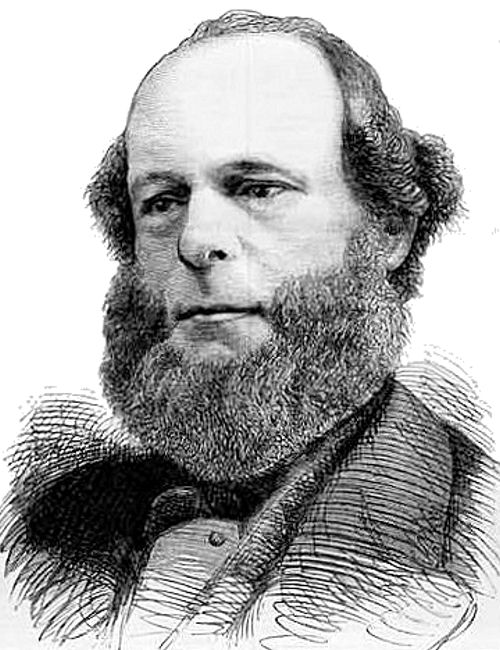
Ричард Плантагенет Кэмпбелл Темпл-Ньюджент-Бриджес-Чандос-Гренвиль, 3-й герцог Бекингем и Чандос, 5-й граф Ньюджент

- 1776—1788: Роберт Краггс-Ньюджент, 1-й граф Ньюджент[англ.] (1702 — 13 октября 1788), сын Майкла Ньюджента (ум. 1739) и Мэри (ум. 1740), дочери Роберта Барниуолла, 9-го барона Тримлестауна (ум. 1689). Депутат Палаты общин Великобритании от Сент-Мавеса (1741—1754, 1774—1784) и Бристоля (1754—1774), лорд-комиссар казначейства (1754—1759), вице-казначей Ирландии (1759—1765, 1768—1782), первый лорд по торговле (1767—1768);
- 1788—1813: Джордж Ньюджент-Темпл-Гренвиль, 1-й маркиз Бекингем, 2-й граф Ньюджент (17 июня 1753 — 11 февраля 1813), старший сын преподобного достопочтенного Джорджа Гренвиля (1712—1770), внук Ричарда Гренвиля (ок. 1679—1726) и Эстер Гренвиль, 1-й графини Темпл, зять предыдущего. Депутат Палаты общин от Бакингемшира (1774—1779), кассир казначейства (1763—1813), министр иностранных дел (1783), министр внутренних дел (1783), лорд-лейтенант Ирландии (1782—1783, 1787—1789), лорд-лейтенант Бакингемшира (1782—1813);
- 1813—1839: Ричард Темпл-Ньюджент-Бриджес-Чандос-Гренвиль, 1-й герцог Бекингем и Чандос, 3-й граф Ньюджент (20 марта 1776 — 17 января 1839), старший сын предыдущего, возведён в герцогское достоинство в 1822 году. Депутат Палаты общин от Бакингемшира (1797—1800, 1801—1813), вице-президент Торгового совета (1806—1807), казначей вооруженных сил (1806—1807), лорд-стюард (1830), лорд-лейтенант Бакингемшира (1813—1839);
- 1839—1861: Ричард Плантагенет Темпл-Ньюджент-Бриджес-Чандос-Гренвиль, 2-й герцог Бекингем и Чандос, 4-й граф Ньюджент (11 февраля 1797 — 29 июля 1861), единственный сын предыдущего. Депутат Палаты общин Великобритании от Бакингемшира (1818—1839), Лорд-хранитель Малой печати (1841—1842);
- 1861—1889: Ричард Плантагенет Кэмпбелл Темпл-Ньюджент-Бриджес-Чандос-Гренвиль, 3-й герцог Бекингем и Чандос, 5-й граф Ньюджент (10 сентября 1823 — 26 марта 1889), единственный сын предыдущего. Депутат Палаты общин от Бакингема (1846—1857), лорд-председатель Совета (1866—1867), государственный секретарь по делам колоний (1867—1868), губернатор Мадраса (1875—1880), лорд-лейтенант Бакингемшира (1868—1889).